# Hôtel de ville d'Aarhus
L'hôtel de ville d'Aarhus (Aarhus Rådhus), Danemark, a été inauguré le 2 juin 1941. Il a été conçu par les architectes Arne Jacobsen et Erik Møller. 
Il fait partie des rares hôtels de ville du Danemark protégés. Il a acquis ce statut en mars 1994 en raison de son architecture particulière. En janvier 2006, il est intégré au canon de la culture danoise.

## Caractéristiques
D'une superficie de 19 380 m2 (comprenant le sous-sol), il possède une tour de 60 mètres de haut avec une horloge de 7 mètres de diamètre. L'édifice est fait de béton ainsi que de 6 000 m2 de marbre importé de Porsgrunn, en Norvège.

## Galerie

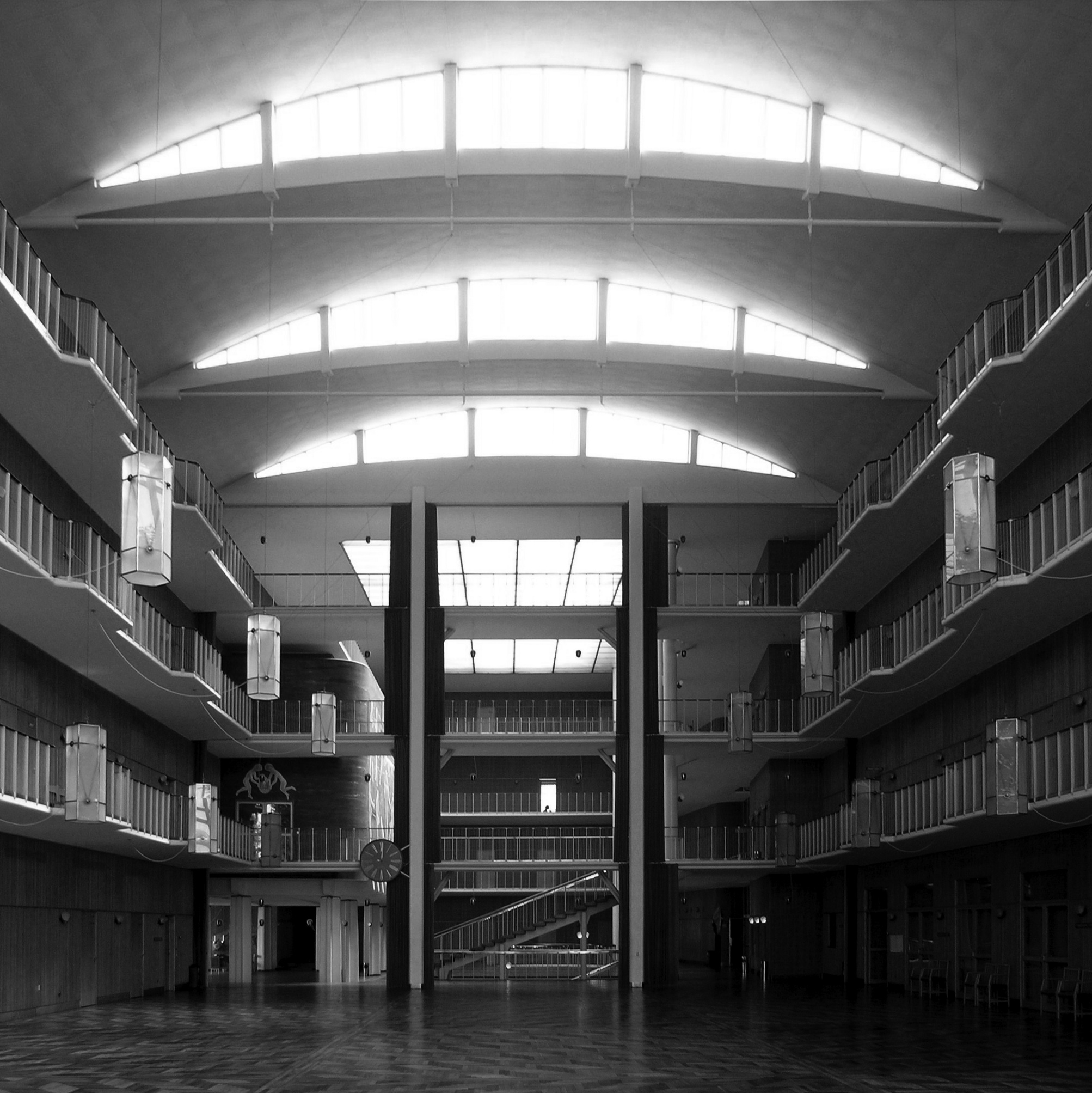
Intérieur.
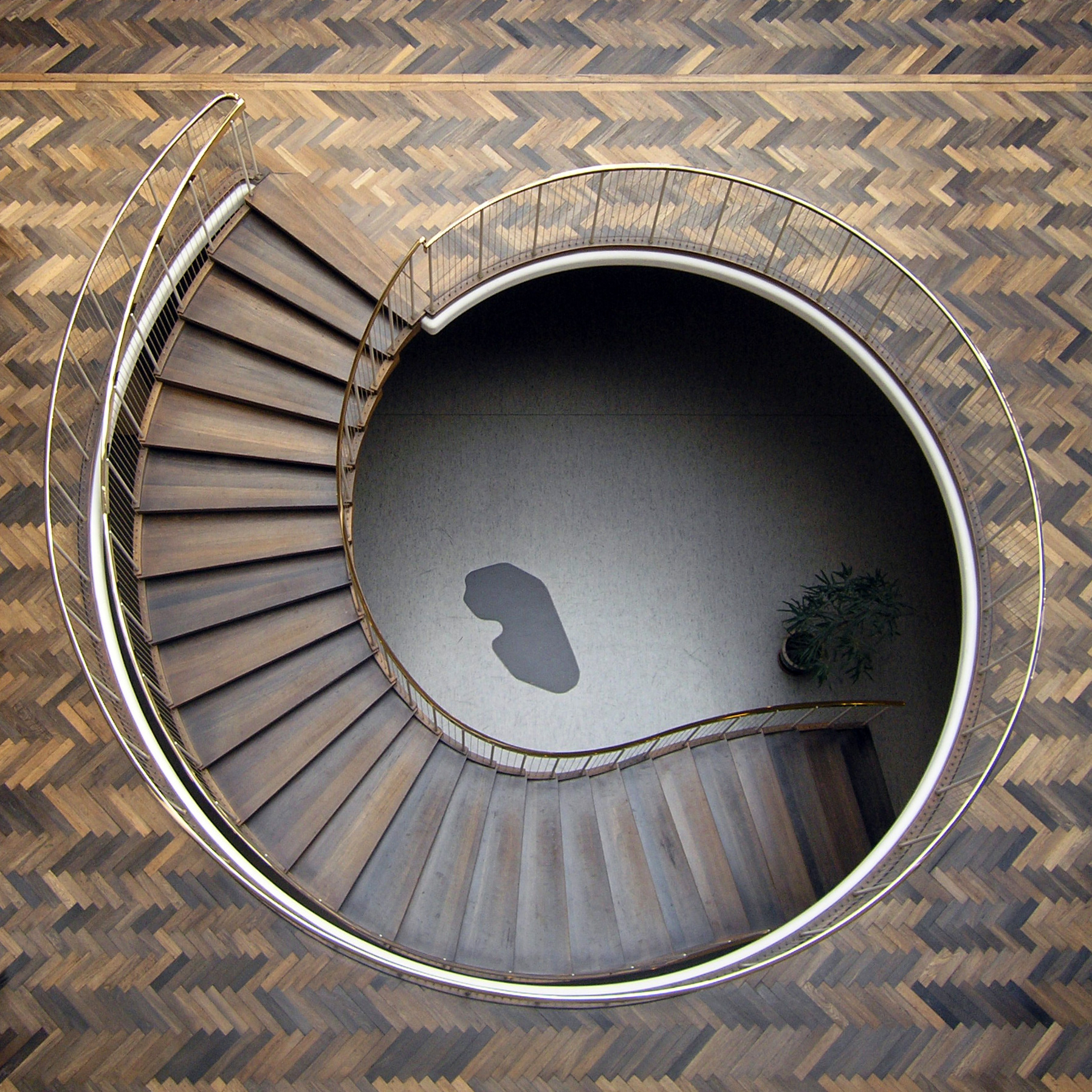
Cage d'escaliers.
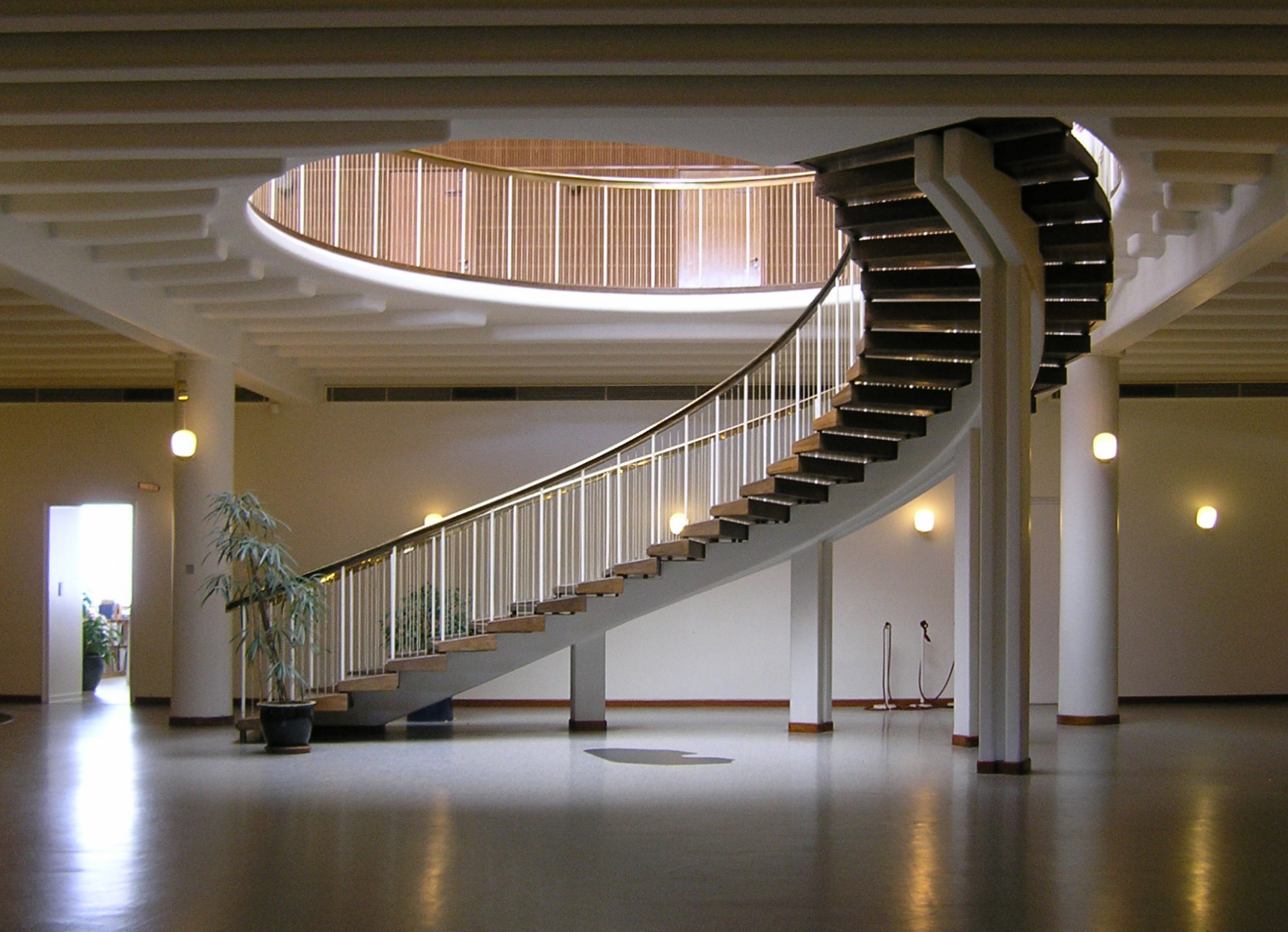
Cage d'escaliers.
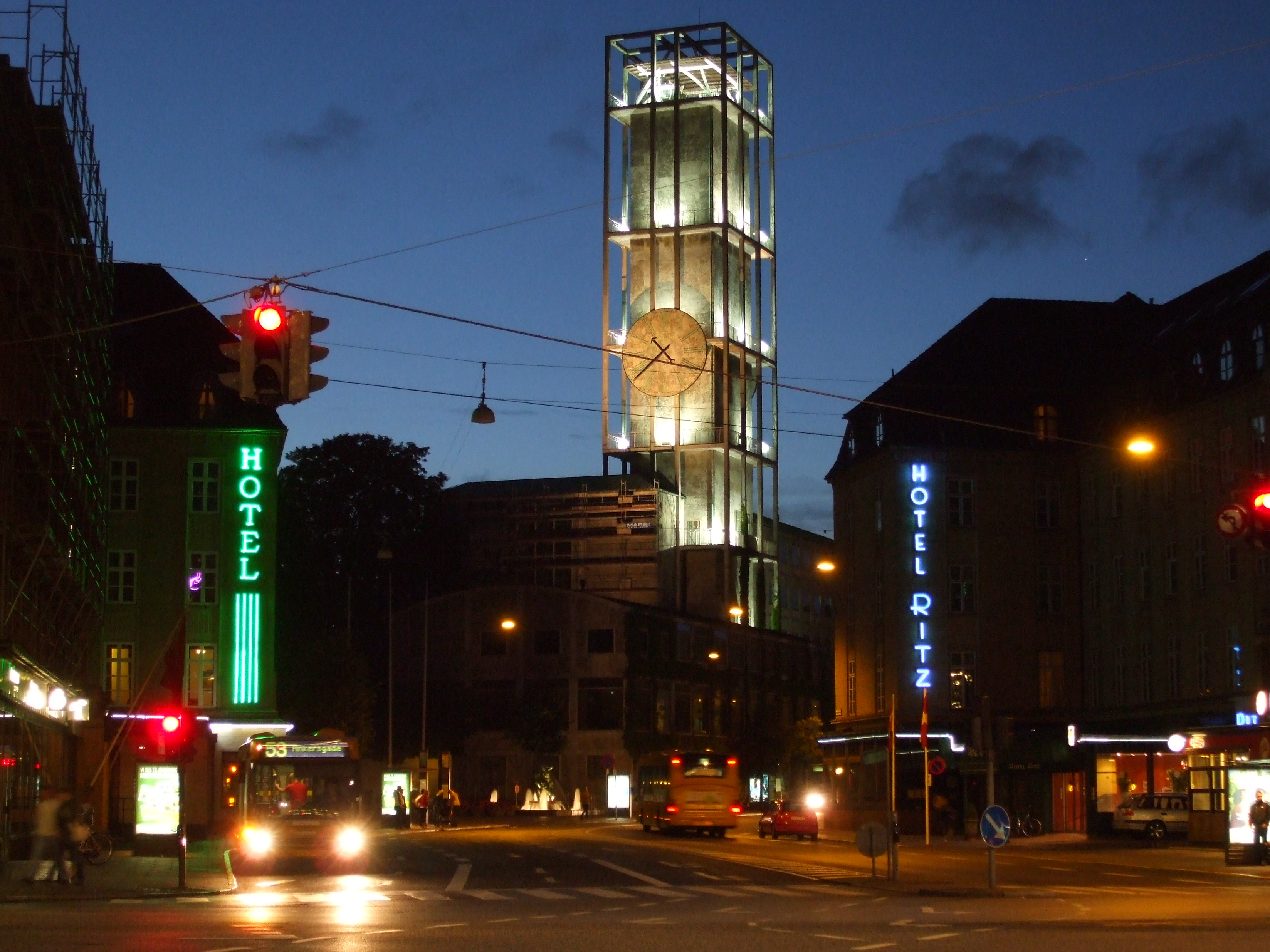
De nuit.